# Anne Knight
Anne Knight (Chelmsford, 2 de novembro de 1786 — Waldersbach, 4 de novembro de 1862) foi uma reformista social, abolicionista e pioneira do feminismo na Inglaterra.